# عبد الحميد فهمي الجمال

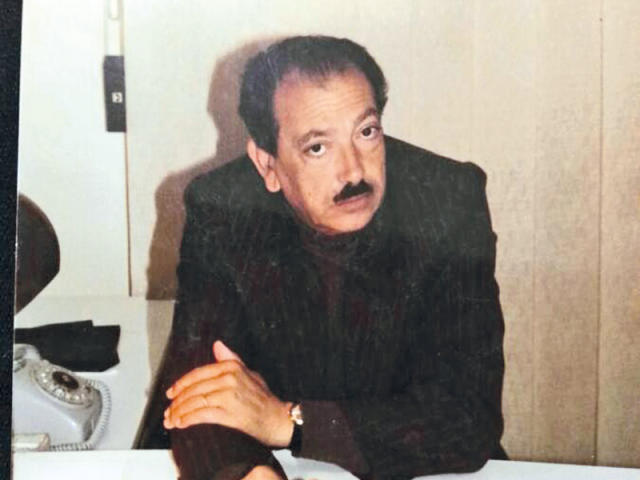
المترجم المصري عبد الحميد فهمي الجمال

عبد الحميد فهمي الجمال (1934-2009) أديب ومترجم مصري، أثرى المكتبة العربية بنحو 80 كتابًا ترجمها عن اللغة الإنجليزية.
أحد أبرز المترجمين في الساحة، الذين أثروا المكتبة العربية منذ بدء مسيرة عطائه في نهاية الخمسينيات وبداية الستينيات من القرن العشرين. قام بترجمة ما يزيد على 80 كتابًا تنوعت بشكل لافت، وإن اهتم بالرواية والقصة والمسرح لأهم كتّاب العالم، ثم جاء اهتمامه أيضًا بالدراسات الاجتماعية والسياسية والدينية في مرحلة تالية، وكان ذا حس ثقافي واجتماعي فيما يُقدِم على ترجمته.
عرفته الأوساط الأدبية في الستينيات مع تقديمه للأديب البريطاني جون فاولز في أولى رواياته «الساحر» عام 1963، وإن عاد مترجمًا له في عام 1992 برواية «جامع الفراشات». كما ترجم رائعة شتاينبك (الأتوبيس الجامح)، ورواية «الطبالة الصغيرة» للبريطاني جون لوكاريه، و«شجرة الجاكاراندا» للإنكليزي بيتس، و«قصة الخادمة» للكاتبة الكندية مارجريت أتوود. وكان أول من قدم الكاتب البرتغالي خوسيه ساراماجو إلى العربية في روايته «عام وفاة ريكاردو ريس». وتصدى لترجمة وثائق الخارجية البريطانية، وتاريخ مصر الاجتماعي، وتاريخ الطرق الصوفية للمؤلف فريد دي يونج و«الأصولية الإسلامية في العصر الحديث» لدليب هيرو.

## عنه
ولد في محافظة المنوفية (قرية كفر الجمالة - مركز الشهداء) في عام 1934. حصل على درجة الليسانس في الفلسفة من كلية الآداب في جامعة فؤاد الأول (جامعة القاهرة حالياً) في عام 1957، وعقب تخرجه في الجامعة عمل معلمًا للغة الإنجليزية في المملكة العربية السعودية، ثم في قطاع غزة بدولة فلسطين المحتلة (خلال الفترة التي كان فيها القطاع تحت الإدارة المصرية)، قبل أن يعود إلى مصر بعد عدة سنوات واستقرت به الحال في محافظة مطروح الحدودية مع ليبيا لنحو 30 عامًا، حيث كان يشغل منصب مدير إدارة السياحة في ديوان عام محافظة مطروح، وتوفي في القاهرة عام 2009 عن عمر ناهز 75 عامًا.

## أعماله

### أبرز ترجماته
- جذور، تأليف أليكس هيلي
- عام وفاة ريكاردوريس، تأليف خوسيه ساراماجو
- أمير الذباب، تأليف وليام جولدينج [2]
- كوكب مرقع، تأليف آن تيلر
- جنرال الجيش الميت، تأليف إسماعيل قداريه
- اللؤلؤة، تأليف جون شتاينبك
- الأتوبيس الجامح، تأليف جون شتاينبك
- الجنس في الكنيسة اسم الوردة، تأليف امبرتو إيكو
- المحاكمة، تأليف فرانز كافكا
- مغزى القرن العشرين، تأليف كينيث بولدنغ.
- عين القطة، تأليف مارجريت آتوود
- قصة الخادمة، تأليف مارجريت آتوود 2006
- ربما كان قديساً، تأليف آن تيللر
- سائح بالصدفة، تأليف آن تيللر
- عودة أيام الصبا، تأليف آن تيللر
- سلم السنوات (سلم الزمن)، تأليف آن تيللر
- تاريخ مصر الحديثة والشرق الأوسط، بقلم بيتر مانسفيلد. الهيئة المصرية العامة للكتاب، 1995. القاهرة. 643 ص.
- دراسات في التاريخ الاجتماعي لمصر الحديثة، تأليف جابرييل بير، سلسلة دراسات خاصة، الهيئة العامة لقصور الثقافة.
- الأصولية الإسلامية في العصر الحديث، تأليف دليب هيرو، الهيئة المصرية العامة للكتاب.
- ثورات أمريكا الإسبانية، تأليف ألبرت براجو، الهيئة المصرية العامة للكتاب.
- الطبالة الصغيرة، تأليف چون لوكاريه.
- شجرة الچاكارندا، تأليف هـ.أ. بيتس.
- تاريخ الطرق الصوفية في مصر في القرن التاسع عشر، تأليف فريد دى يونج.
- مقال بعنوان: خدمات البنية التحتية والحاجة إلى توفير مصادر معلومات نوعية مدعمة؛ ترجمة عبد الحميد فهمي الجمال.- المجلة الدولية للعلوم الاجتماعية.- ع177(2003).
- شهوندو، هربرت "تحويل اللغات الأفريقية إلى لغات عامية عقب الاستقلال"، ترجمة عبد الحميد فهمي الجمال، في مجلة ديوجين، عدد 161/105، مركز مطبوعات اليونسكو، القاهرة، ص 45.

### اليونيسكو
عمل مترجماً في اليونيسكو من خلال مكتب اليونسكو في القاهرة حيث ترجم مئات المقالات العلمية المتخصصة في المجلات التي تصدرها اليونسكو.

### العمل في السياحة
كما عمل بجانب عمله بالترجمة والأدب مديراً لإدارة السياحة بديوان عام محافظة مطروح بعد جولة في عدة دول عربية حيث عمل مدرساً للغة الإنكليزية في كل من السعودية وقطاع غزة والضفة الغربية في فلسطين المحتلة.
وقد ساعده العمل في عدة دول واختلاطه بجنسيات أجنبية مختلفة طوال فترة عمله في مجال السياحة على اكتساب مهارات اللغة، وأجاد التحدث بعدة لغات أجنبية إلى جانب الإنكليزية، مثل الفرنسية والإيطالية والإسبانية، ولذا خرجت ترجماته بشكل دقيق، واعتبره النقاد واحداً من أهم المترجمين في مصر والعالم العربي.

### هيئة عليا للترجمة
طالب المترجم الراحل عبد الحميد فهمي الجمال مراراً بإنشاء هيئة عليا للترجمة على مستوى العالم العربي كله، لسد الفجوة في العلوم والفنون والآداب ما بين العالم العربي والغربي.

## أسرته
هو شقيق الدكتور عبد اللطيف الجمال أستاذ الأدب العربي في جامعة لندن، إنجلترا.
له ثلاثة أبناء: الدكتورة نجلاء الجمال (مخرجة بالتليفزيون المصري وحاصلة على درجة الدكتوراه في الإعلام من جامعة القاهرة عام 2011) وتعمل أستاذة للإعلام في الجامعة الكندية بالقاهرة، وأحمد (صحفي بدار أخبار اليوم في "مجلة آخر ساعة"،، ، ومعد برامج سابقاً بالتليفزيون التركي بقناة TRT التركية ومدير تحرير بقناة الحياة المصرية سابقاً، وروائي صدرت له رواية واحدة بعنوان "فركاش" عام 2006 كما صدر له في مطلع العام 2014 كتاب توثيقي بعنوان "أسرار في حياة مبارك - شهادات 7 جنرالات وطباخ"، وإسلام (مهندس كيميائي).
توفيت زوجته السيدة: حمدية عبد العزيز الجمال (رحمها الله) عن عمر يناهز 61 عاماَ في مايو - أيار 2012